# Fernando Gomes
Pour les articles homonymes, voir Gomes.
Fernando Gomes, né le 22 novembre 1956 à Porto et mort le 26 novembre 2022 dans la même ville, est un footballeur international portugais évoluant au poste d'avant-centre.
Surnommé Bibota (double soulier) en référence aux deux souliers d'or qu'il remporte en 1983 et 1985, il est le meilleur buteur de l'histoire du FC Porto et considéré comme une légende du club bleu et blanc.

## Biographie
Cet attaquant hyper réaliste marque 318 buts sous les couleurs du FC Porto, il est donc le meilleur buteur de l'histoire du club. Il est l'un des meilleurs avant-centre que le FC Porto n'ait jamais eu. Nuno Gomes a d'ailleurs choisi son patronyme pour lui rendre hommage. 
Fernando Gomes n'a cependant jamais réussi à s'imposer comme le successeur d'Eusébio en équipe nationale même s'il a inscrit 13 buts en 48 sélections. Avec la sélection, il participe à l'Euro 84 et à la Coupe du monde 1986.
Après sa carrière de joueur, Fernando Gomes est resté lié au club de Porto, dont il était encore le directeur de la formation à son décès.
En 2019, Fernando Gomes se voit diagnostiquer un cancer du pancréas qui l'affaibli considérablement. En octobre 2022, l'ancien buteur est admis dans un établissement hospitalier de Porto après une crise cardiaque. Fernando Gomes meurt le samedi 26 novembre 2022, quelques jours après son 66e anniversaire, des suites de son cancer du pancréas.

## Statistiques
L'avant-centre totalise 420 buts toutes compétitions confondues. Il est le deuxième meilleur buteur dans l'histoire de la Liga portugaise (319 buts), treize unités derrière Fernando Peyroteo mais une devant Eusébio.

## Palmarès

### Titres collectifs
Fernando Gomes est une figure majeure de l'émergence du FC Porto au niveau national (cinq titres de champion, trois coupes du Portugal) et surtout international avec le triplé en 1987 : Coupe des clubs champions, supercoupe d'Europe, Coupe intercontinentale.
- 48 sélections et 13 buts en équipe du Portugal entre 1975 et 1988
- Vainqueur de la Ligue des Champions en 1987
- Vainqueur de la Supercoupe de l'UEFA en 1987
- Vainqueur de la Coupe intercontinentale en 1987
- Finaliste de la Coupe des coupes en 1984
- Champion du Portugal en 1978, 1979, 1985, 1986 et 1988
- Vainqueur de la Coupe du Portugal en 1977, 1984 et 1988
- Vainqueur de la Supercoupe du Portugal en 1982, 1983, 1984 et 1986

### Distinctions personnelles
Fernando Gomes remporte deux souliers d'or européens (meilleur buteur du continent) avec le FC Porto, en 1982-1983 et 1984-1985. Il termine aussi six fois meilleur buteur de la Liga portugaise, dont il est le deuxième meilleur buteur dans l'histoire (319).
- Soulier d'or européen (meilleur buteur) en 1983 et 1985 avec 36 et 39 buts
- Meilleur buteur du championnat du Portugal en 1977, 1978, 1979, 1983, et 1985
- Élu footballeur portugais de l'année en 1983